# Коккулус
Коккулус (лат. Cocculus) — род цветковых растений семейства Луносемянниковые (Menispermaceae).

## Виды
Род насчитывает около 30 видов, некоторые из них:
- Cocculus balfourii Schweinf. ex Balf.f.
- Cocculus carolinus (L.) DC. — Коккулус каролинский
- Cocculus hirsutus (L.) Diels
- Cocculus laurifolius DC. — Коккулус лавролистный
- Cocculus orbiculatus (L.) DC.
- Cocculus pendulus (J.R.Forst. & G.Forst.) Diels